# アサシン (映画)
『アサシン』（原題：The Assassin、米題：Point of No Return）は、1993年のアメリカ映画。ソフト邦題は『アサシン 暗・殺・者』。

## 概要
1990年のフランス映画の『ニキータ』（以降「原典」）をハリウッドでリメイクした作品。舞台はアメリカへ移されているが、設定と展開は原作映画とほとんど同じである。監督はジョン・バダム、主演は当初決まっていたジュリア・ロバーツからブリジット・フォンダに変更して製作。共演はダーモット・マローニー、大女優のアン・バンクロフト、ハーヴェイ・カイテルらが脇を固める。
原典には無かったお色気シーンがあり、ヒロインも若干露出が高くセクシーになったが、評価が高いとは言えない結果となった。

## ストーリー
不良少女マギーは、麻薬欲しさに仲間と店を襲撃した際、警官らと銃撃戦になり警官1人を撃ち殺してしまう。その結果、第1級殺人犯として死刑を宣告される。しかし処刑を目前にした彼女に、政府から2つの選択肢が提示される。1つは死刑、もう1つは政府内の機密工作員として働くこと。仕方なくマギーは厳しい訓練を受け、優秀な機密工作員として任務を果たしていくことになる。ところが、非情な殺し屋稼業に徹し切れず、新たな展開が始まることになる。

## キャスト
| 役名                     | 俳優                   | 日本語吹替                                                                        | 日本語吹替                                            | 日本語吹替                                                       |
| 役名                     | 俳優                   | ソフト版                                                                          | 日本テレビ版                                          | テレビ朝日版                                                     |
| ------------------------ | ---------------------- | --------------------------------------------------------------------------------- | ----------------------------------------------------- | ---------------------------------------------------------------- |
| マギー                   | ブリジット・フォンダ   | 相沢恵子                                                                          | 深見梨加                                              | 日野由利加                                                       |
| ボブ                     | ガブリエル・バーン     | 安原義人                                                                          | 磯部勉                                                | 菅生隆之                                                         |
| J・P                     | ダーモット・マローニー | 堀内賢雄                                                                          | 宮本充                                                | 平田広明                                                         |
| アマンダ                 | アン・バンクロフト     | 此島愛子                                                                          | 藤波京子                                              | 小沢寿美恵                                                       |
| ビクター                 | ハーヴェイ・カイテル   | 小島敏彦                                                                          | 池田勝                                                | 佐々木勝彦                                                       |
| カウフマン               | ミゲル・フェラー       | 若本規夫                                                                          | 納谷六朗                                              | 千田光男                                                         |
| ファハド・バフティヤール | リチャード・ロマナス   | 幹本雄之                                                                          | 糸博                                                  | 塚田正昭                                                         |
| アンジェラ               | オリヴィア・ダボ       | 伊倉一恵                                                                          | さとうあい                                            | 津田真澄                                                         |
| 薬局の店主               | ジェフリー・ルイス     | 小野英昭                                                                          | 水野龍司                                              | 幹本雄之                                                         |
| ビッグ・スタン           | マイケル・ラパポート   | 関口英司                                                                          | 松本大                                                | 横堀悦夫                                                         |
| ウェイター               | ジョン・バダム         | 坂口哲夫                                                                          | 田中正彦                                              | 坂口哲夫                                                         |
| 役不明又はその他         |                        | 瀬畑奈津子 島香裕 西宏子 辻親八 田中正彦 叶木翔子 成田剣 菅原正志 チョー 渡辺直美 | 林佳代子 竹口安芸子 小山武宏 島香裕 松谷彼哉 金尾哲夫 | 小林優子 島美弥子 火野カチ子 大黒和広 横尾博之 宇垣秀成 松下亜紀 |
| 日本語版制作スタッフ     |                        |                                                                                   |                                                       |                                                                  |
| 演出                     |                        | 福永莞爾                                                                          | 向山宏志                                              | 松川陸                                                           |
| 翻訳                     |                        | 中島多恵子                                                                        | たかしまちせこ                                        | 徐賀世子                                                         |
| 調整                     |                        | 住谷真 土屋雅紀                                                                   | 白石洋                                                | 山田太平                                                         |
| 録音                     |                        | 住谷真 土屋雅紀                                                                   |                                                       |                                                                  |
| 効果                     |                        |                                                                                   | 栗林秀年                                              | リレーション                                                     |
| 音響制作                 |                        | 相原正之 中西真澄                                                                 |                                                       |                                                                  |
| プロデューサー           |                        | 小川政弘 貴島久祐子                                                               |                                                       |                                                                  |
| 制作                     |                        | ワーナー・ホーム・ビデオ プロセンスタジオ                                         | ムービーテレビジョン                                  | ムービーテレビジョン                                             |
| 初回放送                 |                        |                                                                                   | 1997年1月24日 『金曜ロードショー』                    | 1998年6月28日 『日曜洋画劇場』                                   |

### オンラインデータベース
- アサシン - allcinema
- アサシン - KINENOTE
- The Assassin Point of No Return - オールムービー（英語）
- The Assassin Point of No Return - IMDb（英語）
- Point of No Return - ウェイバックマシン（2012年10月18日アーカイブ分） - TCM Movie Database
- Point of No Return - Box Office Mojo（英語）
- Point of No Return - Rotten Tomatoes（英語）

### 配信サイト
- アサシン - U-NEXT
- アサシン - Google Play Movie & TV
- アサシン - Apple TV
- アサシン - dTV